# Vâlcelele (okręg Botoszany)
Vâlcelele – wieś w Rumunii, w okręgu Botoszany, w gminie Brăești. W 2011 roku liczyła 51 mieszkańców.